# Zhor Guidouche
Zhor Guidouche, née le 30 avril 1954 à Amizour, est une handballeuse algérienne.

## Carrière
Capitaine de l'équipe d'Algérie féminine de handball où elle joue de 17 à 30 ans, elle remporte la médaille de bronze au Championnat d'Afrique des nations féminin de handball 1976 à Alger, la médaille d'or des Jeux africains de 1978 à Alger et la médaille de bronze au Championnat d'Afrique des nations féminin de handball 1979 à Brazzaville.
Elle évolue au Nasr Athletic Hussein Dey puis au Nadit Alger où elle est capitaine de l'équipe finaliste de la Coupe des clubs des champions d'Afrique en 1980 ; l'équipe fait également cette année-là le doublé Coupe d'Algérie-Championnat d'Algérie. Elle est entraîneuse-joueuse de l'équipe de 1983 réalisant le doublé Coupe-Championnat.
Elle entraîne le Nadit Alger de 1979 à 1996 et la sélection algérienne de 1996 à 1997, participant au Championnat du monde féminin de handball 1997 en Allemagne.
Présidente de la commission « Femmes et sports » de 2003 à 2005 et membre dirigeant du Comité olympique algérien (COA) de 2005 à 2009, elle est nommée secrétaire générale du COA en mai 2012 ; il s'agit de la première femme à occuper ce poste dans l'histoire du COA.
Elle est nommée en août 2019 directrice chargée de l'administration du Comité d'organisation des Jeux méditerranéens de 2021 se déroulant à Alger.

## Palmarès

### avec les Clubs
- Championnat d'Algérie 1980
- Coupe d'Algérie 1980

- finaliste de la Coupe des clubs des champions d'Afrique en 1980

### avec l'Équipe d'Algérie
Championnats d'Afrique
- Médaille d'bronze au Championnat d'Afrique 1976
- Médaille d'bronze au Championnat d'Afrique  1979
- 5e place au Championnat d'Afrique 1981
- 7e place au Championnat d'Afrique 1983

Jeux africains
- Médaille d'or des Jeux africains de 1978

Jeux méditerranéens
- 4e aux Jeux méditerranéens de 1979

Autres
- Médaille d'or au Championnat Maghrébin 1971
  -   Finaliste : 1975

- Médaille d'argent au Championnat Arabe 1982